# Leiopus
Leiopus is een kevergeslacht uit de familie van de boktorren (Cerambycidae). De wetenschappelijke naam van het geslacht werd voor het eerst geldig gepubliceerd in 1835 door Audinet-Serville.

## Soorten
Leiopus omvat de volgende soorten:
- Leiopus campbelli (Gressitt, 1937)
- Leiopus fallaciosus Holzschuh, 1993
- Leiopus flavomaculatus Wallin, Kvamme & Lin, 2012
- Leiopus holzschuhi Wallin, Kvamme & Lin, 2012
- Leiopus multipunctellus Wallin, Kvamme & Lin, 2012
- Leiopus nigrofasciculosus Wallin, Kvamme & Lin, 2012
- Leiopus nigropunctatus Wallin, Kvamme & Lin, 2012
- Leiopus ocellatus Wallin, Kvamme & Lin, 2012
- Leiopus shibatai Hayashi, 1974
- Leiopus albivittis Kraatz, 1879
- Leiopus andreae Sama, 1994
- Leiopus bedeli Pic, 1892
- Leiopus convexus Melzer, 1935
- Leiopus femoratus Fairmaire, 1859
- Leiopus floccidus Erichson, 1847
- Leiopus histrionicus Gistel, 1848
- Leiopus kharazii Holzschuh, 1974
- Leiopus linnei Wallin, Nýlander & Kvamme, 2009
- Leiopus lisae Rapuzzi & Sama, 2012
- Leiopus masaoi Tamura & Tamura, 1992
- Leiopus montanus Hayashi, 1968
- Leiopus nebulosus (Linnaeus, 1758)
- Leiopus pleuriticus White, 1855
- Leiopus punctulatus (Paykull, 1800)
- Leiopus settei Sama, 1985
- Leiopus stillatus (Bates, 1884)
- Leiopus syriacus Ganglbauer, 1884
- Leiopus wrzecionkoi Sama & Rapuzzi, 2011